# Glomeremus obtusus
Glomeremus obtusus är en insektsart som först beskrevs av Heinrich Hugo Karny 1929.  Glomeremus obtusus ingår i släktet Glomeremus och familjen Gryllacrididae. Inga underarter finns listade i Catalogue of Life.